# Nederlands kampioenschap 10 km 2024
Het Nederlands kampioenschap 10 km 2024 vond plaats op 11 februari 2024. Het was de zestiende keer dat de Atletiekunie het Nederlands kampioenschap 10 km organiseerde met als inzet de nationale titel op de 10 km. De wedstrijd vond plaats in Schoorl tijdens de Groet uit Schoorl Run.
Nederlands kampioen 10 km bij de mannen werd Richard Douma en bij de vrouwen won Jacelyn Gruppen de titel.

## Uitslagen

### Mannen
| Rang   | Atleet             | Vereniging          | Tijd  |
| ------ | ------------------ | ------------------- | ----- |
| Goud   | Richard Douma      | AV Zaanland         | 28.45 |
| Zilver | Filmon Tesfu       | SV Sportlust        | 28.46 |
| Brons  | Nik Lemmink        | Groningen Atletiek  | 28.48 |
| 4      | Noah Schutte       | Leiden Atletiek     | 28.49 |
| 5      | Stan Niesten       | DEM                 | 28.53 |
| 6      | Abdirahman Mohamed | AV Cifla            | 28.53 |
| 7      | Bas van Hooren     | Atletiek Maastricht | 28.54 |
| 8      | Lucas Nieuweboer   | KAV Holland         | 28.56 |
| 9      | Tom Hendrikse      | AAC '61             | 29.18 |
| 10     | Ruben Samson       | Atletiek Maastricht | 29.32 |

### Vrouwen
| Rang   | Atleet               | Vereniging         | Tijd  |
| ------ | -------------------- | ------------------ | ----- |
| Goud   | Jacelyn Gruppen      | HAC'63             | 32.59 |
| Zilver | Anne Luijten         | Ciko '66           | 33.06 |
| Brons  | Veerle Bakker        | Leiden Atletiek    | 33.13 |
| 4      | Elizeba Cherono      | THOR               | 33.15 |
| 5      | Jennifer Gulikers    | AV Unitas          | 33.29 |
| 6      | Emmy van den Berg    | Prins Hendrik      | 33.30 |
| 7      | Lianne van der Belt  | Groningen Atletiek | 34.10 |
| 8      | Ruth van der Meijden | AV Cifla           | 34.35 |

1999 ·
2005 ·
2006 ·
2007 ·
2008 ·
2009 ·
2010 ·
2011 ·
2012 ·
2013 ·
2014 ·
2015 ·
2016 ·
2017 ·
2018 ·
2019 ·
2021 ·
2022 ·
2023